# Big Beach (hrabstwo Cape Breton)
Big Beach – plaża (beach) w kanadyjskiej prowincji Nowa Szkocja, w hrabstwie Cape Breton, na południowym wybrzeżu kanału St. Andrews Channel (46°00′55″N, 60°40′55″W); nazwa urzędowo zatwierdzona 23 stycznia 1976.